# Sint-Libertuskerk

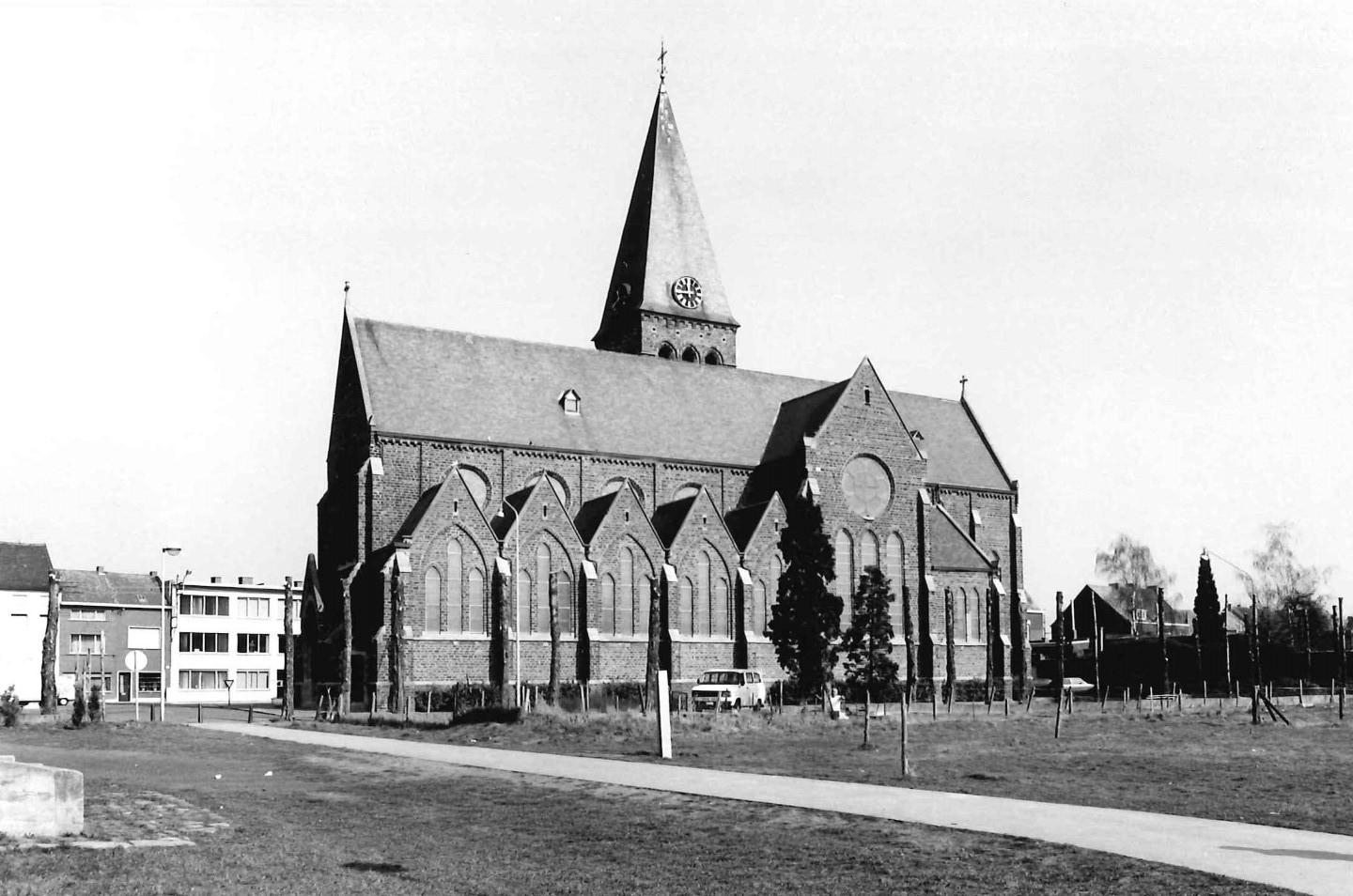
Sint-Libertuskerk

De Sint-Libertuskerk is de parochiekerk van de tot de Antwerpse stad Mechelen behorende wijk Nekkerspoel, gelegen aan de Nekkerspoelstraat 360.

## Geschiedenis
Omstreeks 1150 was er te Nekkerspel al een kapel, de Heilige Geestkapel en deze werd in 1255 tot parochiekerk verheven. Deze kerk werd een aantal malen vergroot maar in 1578 werd hij door de Calvinisten verwoest. Van 1585-1603 werd een tot kapel omgebouwde woning als parochiekerk gebruikt. In 1603 werd de parochie van Nekkerspoel opgeheven en bleef de omgebouwde woning tot 1797 als hulpkerk in gebruik.
In 1885 werd een nieuwe hulpkerk opgericht die in 1888 tot parochiekerk werd verheven. Van 1911-1913 werd een nieuwe kerk, naar ontwerp van Philippe van Boxmeer, gebouwd. De kerk werd tijdens de Eerste en Tweede Wereldoorlog beschadigd en weer hersteld.

## Gebouw
Het betreft een georiënteerde neogotische basilicale kruiskerk welke een recht afgesloten hoofdkoor en zijkoren bezit. De kerk is met breuksteen bekleed, de zijbeuken hebben per travee een puntgevel. De midden aan de noordzijde aangebouwde toren die gedekt wordt door een tentdak.

## Interieur
Het kerkmeubilair is overwegend neogotisch. Een 17e-eeuws gepolychromeerd houten Sint-Antoniusbeeld en een, in de 2e helft van de 16e eeuw vervaardigd, gepolychromeerd houten Mariabeeld zijn afkomstig uit de voormalige Heilige Geestkapel.